# Стоцький Роман Іванович
Рома́н Іва́нович Сто́цький (2 березня 1990 — 6 липня 2017, с. Ямниця, Івано-Франківська область) — український футболіст, півзахисник.

## Біографія
Вихованець клубу «Сігуенья» з Івано-Франківська. На дорослому рівні став грати 2008 року за «Прикарпаття», у складі якого провів три сезони у Першій лізі (67 матчів і 2 голи в чемпіонаті та 2 матчі у Кубку України), після чого сезон 2011/12 провів з клубом у Другій лізі (14 матчів і 1 гол).
Після розформування клубу влітку 2012 року став виступати за аматорський клуб «Газовик» (Богородчани), з яким ставав віцечемпіоном Івано-Франківської області сезонів 2012 та 2013 років. Крім того у 2013 році Роман з командою виграв Кубок Івано-Франківської області та дійшов до 1/8 фіналу аматорського Кубка України.
Наступного року Стоцький знову виграв Кубок та став віцечемпіоном області, але цього разу з клубом «Перегінське».
В кінці 2014 року Стоцький перейшов в «Оскар», з яким у сезонах 2015 та 2016 років двічі поспіль став чемпіоном Івано-Франківської області та володарем обласного кубка. У 2016 році команда перейшла на загальнонаціональні змігання і стала виступати в аматорському чемпіонаті України 2016/17, де з першої спроби клуб зайняв 3 місце у Групі 1.
Вранці 6 липня 2017 року близько 8:00 на дорозі Мукачеве — Львів у селі Ямниця, що біля Івано-Франківська, Стоцький потрапив у ДТП. За попередньою інформацією, Daewoo Lanos, яким кермував Стоцький, занесло на мокрій дорозі, тому авто опинилося на зустрічній смузі і врізалося в Volkswagen Passat, за кермом якого був депутат Івано-Франківської обласної ради, директор Бурштинської ТЕС Андрій Шувар. Внаслідок аварії Роман Стоцький загинув на місці, а водій другого автомобіля потрапив до лікарні з діагнозом політравма.

## Досягнення
- Чемпіон Івано-Франківської області: 2015, 2016
- Володар Кубка Івано-Франківської області: 2013, 2014, 2015, 2016/17
- Володар Суперкубка Івано-Франківської області: 2016/17[5].